# 309

Het jaar 309 is het 9e jaar in de 4e eeuw volgens de christelijke jaartelling.

## Gebeurtenissen

### Europa
- De Romeinse provincies van Hispania komen in opstand tegen Maxentius en erkennen Constantijn de Grote als keizer van het Romeinse Rijk.
- Constantijn de Grote laat de aureus vervangen door de solidus, deze gouden munt blijft in het Byzantijnse Rijk tot in de 10e eeuw in gebruik.

### Perzië
- Shapur II (309 - 379) volgt zijn vader Hormazd II op als koning van het Perzische Rijk. Hij verslaat de Arabische stammen en domineert de handelswegen (Zijderoute) naar India.

### Afrika
- Domitius Alexander, Romeins usurpator, wordt verslagen en gevangengenomen. De opstand in Afrika wordt door Maxentius bloedig onderdrukt.

### Italië
- Maxentius wijdt de Colossus van Nero aan zijn overleden zoon Valerius Romulus en laat ter nagedachtenis de Tempel van Romulus bouwen.

## Religie
- Paus Eusebius (309 - 310) volgt Marcellus I op als de eenendertigste paus van Rome. Tijdens zijn korte pontificaat wordt hij verbannen naar Sicilië.

## Overleden
- Caesarius van Armenië, heilige en martelaar
- Cyriacus, heilige en martelaar (waarschijnlijke datum)
- Florentinus van Trier, Duitse bisschop van Trier
- Hormazd II, koning van de Sassaniden (Perzië)
- Marcellus I, paus van de Katholieke Kerk
- Menas van Alexandrië, heilige en martelaar
- 16 februari - Pamphilus van Caesarea, heilige en martelaar
- Valerius Romulus, zoon van keizer Maxentius